# یواس‌اس پلاور (ای‌ام‌سی-۳)
یواس‌اس پلاور (ای‌ام‌سی-۳) (به انگلیسی: USS Plover (AMc-3)) یک کشتی بود که طول آن ۸۵ فوت ۶ اینچ (۲۶٫۰۶ متر) بود. این کشتی در سال ۱۹۳۶ ساخته شد.